# Serrahner Berge

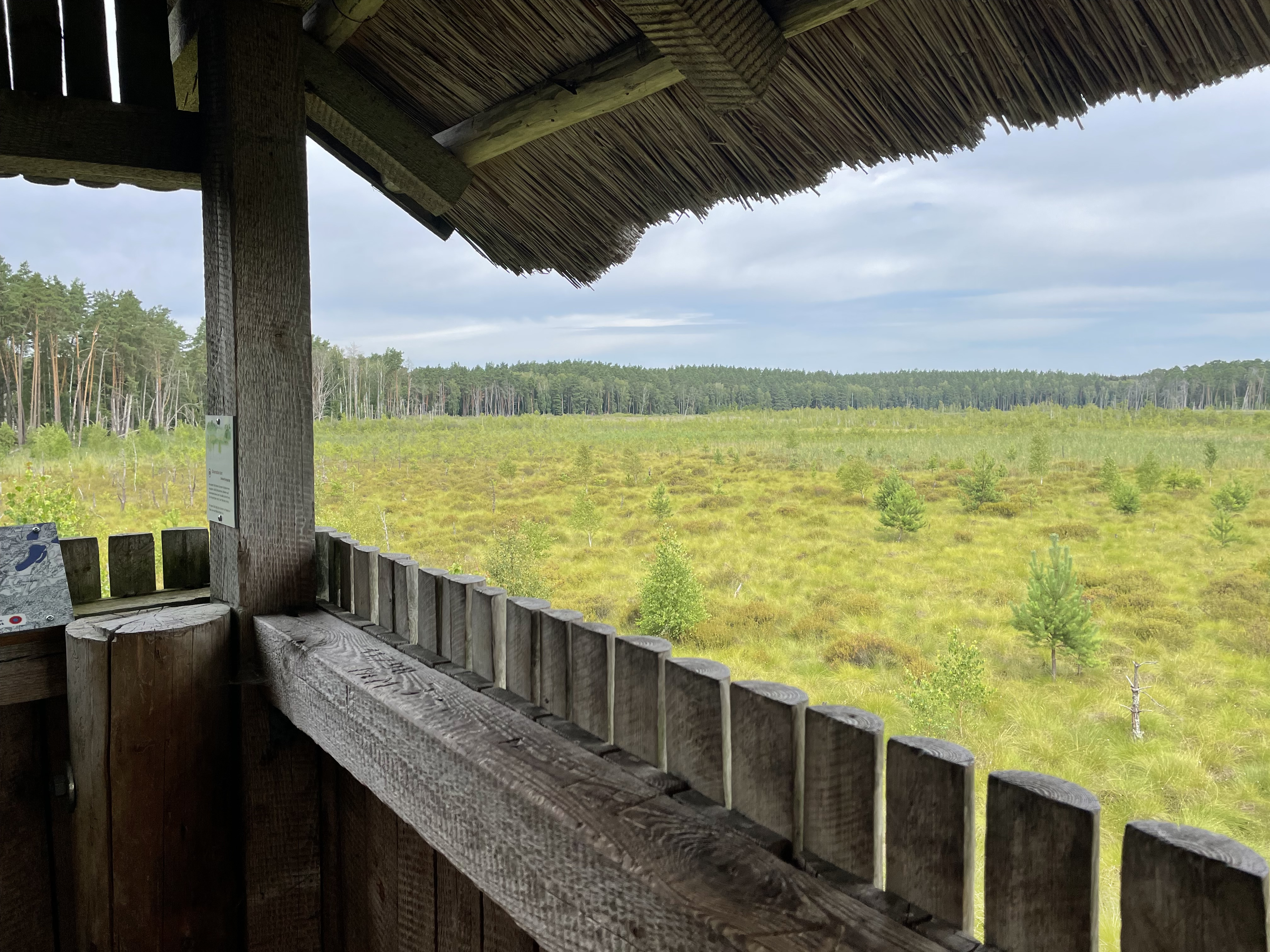
Aussichtsturm am Serrahnsee

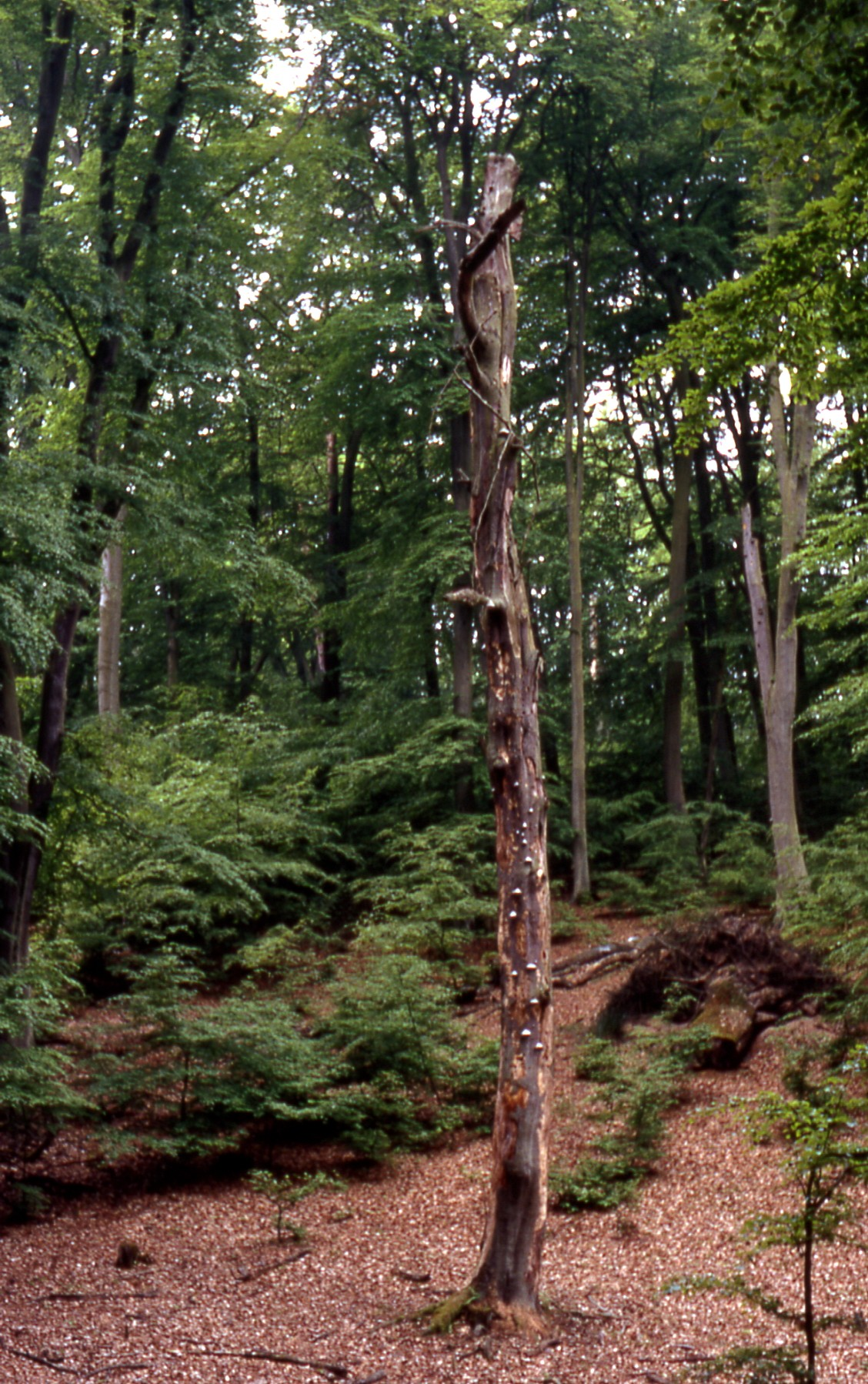
Buchenwald in den Serrahner Bergen

Die Serrahner Berge sind ein bewaldeter Höhenzug auf dem Gemeindegebiet von Carpin im Landkreis Mecklenburgische Seenplatte in Mecklenburg-Vorpommern. Der namensgebende Ort Serrahn liegt etwas nördlich des Höhenrückens. Östlich befindet sich der Schweingartensee, etwas südwestlich der Große Fürstenseer See.

## Geschichte
Die bis zu 124,2 m ü. NHN hohen Hügel liegen im Ostteil des Nationalparkes Müritz. Die Berge werden erstmals in einer Amtsbeschreibung aus dem Jahr 1569 erwähnt. Dort heißt es, dass „der Schweingahrdische See zwischen Zerrahnschen undt Goldbowischen Holtz belegen“ ist.
Für den Zeitraum von 1614 bis 1623 wurden Verkäufe von Bau- und Nutzholz aus den „Zerrahnschen Bergen“ an die umliegenden Ortschaften dokumentiert. Danach muss der Wald vor Mitte des 16. Jahrhunderts so stark gelichtet worden sein, dass Ende des 16. Jahrhunderts in den Serrahner Bergen zeitweilig große Schafherden weideten.
Am Ende des Dreißigjährigen Krieges fielen weite Teile der Umgebung wüst und der Wald breitete sich wieder aus. So heißt es aus dem Jahr 1688: Die „Zerrahnschen Berge stet reich von Eychen Mast undt dannen Holtz, undt können darin feist gemacht werden 465 Schweine.“
Anfang des 18. Jahrhunderts wurden auf Veranlassung des Strelitzer Herzogs Adolf Friedrich II. zahlreiche Glashütten und Pottaschebrennereien gegründet. Durch die verkehrsungünstige Lage bleiben die Serrahner Berge davon verschont und die Wälder bleiben größtenteils erhalten.
Dadurch wurde es beliebtes Jagdgebiet und forstbotanische Versuchsanlage der Herzöge von Mecklenburg-Strelitz.
Zu DDR-Zeiten waren die Berge als Naturschutzgebiet und Sitz des größeren Staatsjagdgebiets „Wildforschungsgebiet Wilhelminenhof“ bekannt.
Die Buchenwälder der Serrahner Berge sind seit Juni 2011 zusammen mit vier weiteren deutschen Buchenwäldern UNESCO-Weltnaturerbe. Sie sind die letzten verbliebenen naturnahen Buchenwälder Deutschlands.

## Zugang
Das Nationalparkgebiet ist durch einen Wanderweg erschlossen. Am Wanderparkplatz in Zinow (Bushaltestelle Zinow Weltnaturerbe) beginnt ein als Weltnaturerlebnispfad ausgewiesener Waldpfad. Der etwa 7,5 km lange Rundweg führt durch Buchenwald am weitgehend verlandeten Großen Serrahnsee vorbei durch das Moorgebiet Serrahnbruch zum Weiler Serrahn, in dem im Sommerhalbjahr eine Außenstelle des Nationalparkamtes Müritz über das Schutzgebiet informiert.

## Nachweise
1. ↑  Weltnaturerbe Serrahn (Memento vom 6. Januar 2013 im Internet Archive), auf mueritz-nationalpark.de
2. ↑  Unesco erklärt Buchenwälder zum Weltnaturerbe, Spiegel Online vom 25. Juni 2011
3. ↑  Rolf Goetz, Mecklenburgische Seenplatte, Bergverlag Rother, München 2021, ISBN 978-37633-4356-0

Koordinaten: 53° 20′ N, 13° 12′ O